# Iwiny (powiat bolesławiecki)
Iwiny (niem. Mittlau, dawniej Mitelów, Miotłówek) – wieś w Polsce położona w województwie dolnośląskim, w powiecie bolesławieckim, w gminie Warta Bolesławiecka, na Pogórzu Kaczawskim w Sudetach.
W latach 1975–1998 miejscowość należała administracyjnie do województwa legnickiego.

## Położenie
Przez miejscowość przepływa rzeczka Bobrzyca, dopływ Bobru. Wieś znajduje się przy drodze między Bolesławcem a Złotoryją. Z Iwin odchodzą także drogi do Lwówka Śląskiego i Tomaszowa Bolesławieckiego. Iwiny sąsiadują od północy z Lubkowem, od wschodu z kolonią Garnczary, od południa z Raciborowicami Dolnymi, a od zachodu z Wartą Bolesławiecką. Na wschód od miejscowości znajduje się granica powiatów bolesławieckiego i złotoryjskiego.
Dawniej Iwiny podzielone były na trzy części: Ober Mittlau, Mittel Mittlau i Nieder Mittlau, czyli części Górną (południową), Średnią (centralną) i Dolną (północną). Po wojnie niektóre fragmenty wsi otrzymały nowe polskie nazwy. I tak, leżącą na wschód od folwarku, przy wzniesieniu zwanym niegdyś Kaninchen Berg, stara kolonia Klararuh – nazwano Bradzików, zaś północna część wsi Mielczany. Obecnie Iwiny dzielą się zasadniczo na dwie części- zachodnią i wschodnią. Część zachodnia to stara część Iwin, dawniej dzieląca się na Iwiny Górne i Dolne (Ober Mittlau, Nieder Mittlau), a wschodnia nosi nazwę Iwiny Osiedle i powstała dopiero w XX wieku. Osiedle iwińskie od północy i południa jest otoczone przez lasy. Iwiny znajdują się około 9 kilometrów na zachód od zamku Grodziec i 12 kilometrów na wschód od Bolesławca.

## Zabytki
Do wojewódzkiego rejestru zabytków wpisane są:
- kościół fil. pw. Świętego Krzyża z XV wieku, przebudowany w roku 1872
- cmentarz kościelny
- zespół pałacowy z roku 1757
  - pałac
  - park
  - spichlerz z połowy XVIII wieku.

## Kopalnia miedzi

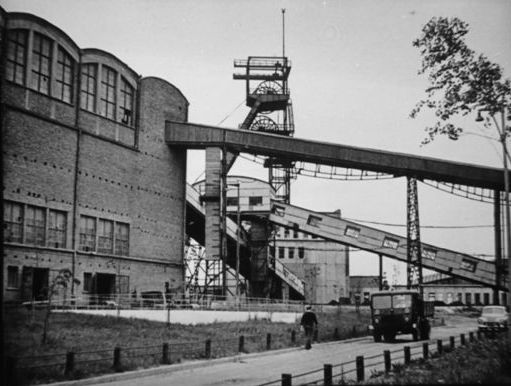
Zakłady Górnicze Konrad, wieża wyciągowa szybu K1

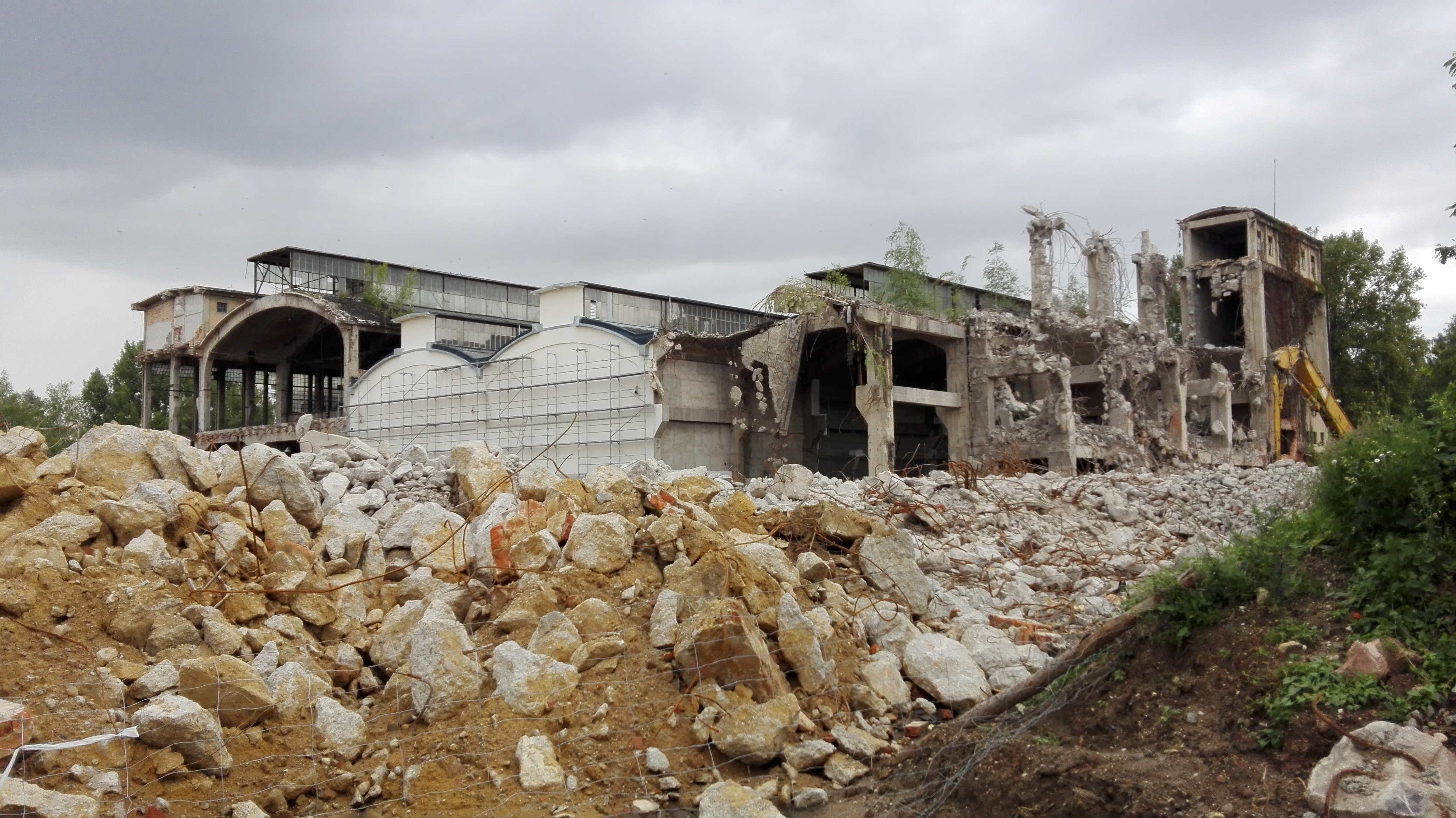
Rozbiórka ruin kopalni w Iwinach, sierpień 2017

Niegdyś w Iwinach wydobywano rudy miedzi, w kopalni KGHM „Konrad” (od 1938 do 1989), znajdującej się we wschodniej części wsi. Rekordowe wydobycie – 1 437 540 t osiągnięto w 1976 r. Była to wówczas największa kopalnia rud miedzi w Europie. W latach 1953–1989 Konrad dał 37 914 702 ton rudy (212 894 ton miedzi w koncentracie oraz 756 735 kg srebra). Obecnie został tam tylko Zakład Wyrobów Gumowych. W 2017 roku wyburzano wielką halę na terenie dawnej kopalni.
13 grudnia 1967 Iwiny zalała powódź fali błotnej, gdy doszło do katastrofy budowli piętrzącej na zbiorniku poflotacyjnym, gdzie składowano odpady kopalni. Zginęło 18 osób.

## Oświata
W Iwinach znajduje się Ośrodek Szkolno-Wychowawczy dla gimnazjum.

## Transport
Przez wieś przebiega droga wojewódzka nr 363. We wsi znajduje się była stacja kolejowa w Iwinach. Najbliższe czynne stacje kolejowe znajdują się w Tomaszowie Bolesławieckim i Okmianach.